# Upper Austria Ladies Linz 2018
Upper Austria Ladies Linz 2018 — жіночий тенісний турнір, що проходив на закритих кортах з твердим покриттям TipsArena Linz у Лінці (Австрія). Це був 32-й за ліком Linz Open. Належав до серії International в рамках Туру WTA 2018. Тривав з 8 до 14 жовтня 2018 року.

## Очки і призові

### Нарахування очок
| Дисципліна       | П   | Ф   | ПФ  | ЧФ | 1/8 | 1/16 | Q   | Q2  | Q1  |
| Одиночний розряд | 280 | 180 | 110 | 60 | 30  | 1    | 18  | 12  | 1   |
| Парний розряд    | 280 | 180 | 110 | 60 | 1   | Н/Д  | Н/Д | Н/Д | Н/Д |

### Призові гроші
| Дисципліна       | П       | Ф       | ПФ      | ЧФ     | 1/8    | 1/161  | Q2     | Q1   |
| Одиночний розряд | $43,000 | $21,400 | $11,500 | $6,200 | $3,420 | $2,220 | $1,285 | $750 |
| Парний розряд *  | $12,300 | $6,400  | $3,435  | $1,820 | $960   | Н/Д    | Н/Д    | Н/Д  |

1 Кваліфаєри отримують і призові гроші 1/16 фіналу

* на пару

## Учасниці основної сітки в одиночному розряді

### Сіяні
| Країна     | Гравчиня               | Рейтинг1 | Сіяна |
| ---------- | ---------------------- | -------- | ----- |
| Німеччина  | Юлія Гергес            | 10       | 1     |
| Нідерланди | Кікі Бертенс           | 11       | 2     |
| Чехія      | Барбора Стрицова       | 26       | 3     |
| Словаччина | Домініка Цібулкова     | 30       | 4     |
| Італія     | Каміла Джорджі         | 31       | 5     |
| Росія      | Анастасія Павлюченкова | 34       | 6     |
| Словаччина | Магдалена Рибарикова   | 35       | 7     |
| Хорватія   | Донна Векич            | 38       | 8     |
| Чехія      | Катерина Сінякова      | 40       | 9     |

- Рейтинг станом на 1 жовтня 2018

### Інші учасниці
Нижче наведено учасниць, які отримали вайлдкард на участь в основній сітці:
- Гаррієт Дарт
- Барбара Гаас
- Андреа Петкович

Учасниця, що потрапила в основну сітку, використавши захищений рейтинг:
- Маргарита Гаспарян

Нижче наведено гравчинь, які пробились в основну сітку через стадію кваліфікації:
- Катерина Александрова
- Анна Блінкова
- Фіона Ферро
- Валентіні Грамматікопулу
- Анна Кароліна Шмідлова
- Джил Тайхманн

Як щасливий лузер в основну сітку потрапили такі гравчині:
- Крістина Плішкова

### Відмовились від участі
До початку турніру
- Домініка Цібулкова → її замінила  Крістина Плішкова
- Анетт Контавейт → її замінила  Віра Лапко
- Ребекка Петерсон → її замінила  Стефані Фегеле

### Знялись
- Моніка Пуїг

## Учасниці основної сітки в парному розряді

### Сіяні
| Країна  | Гравчиня         | Країна    | Гравчиня             | Рейтинг1 | Сіяна |
| ------- | ---------------- | --------- | -------------------- | -------- | ----- |
| США     | Ракель Атаво     | Німеччина | Анна-Лена Гренефельд | 58       | 1     |
| Україна | Людмила Кіченок  | Словенія  | Катарина Среботнік   | 59       | 2     |
| Бельгія | Кірстен Фліпкенс | Швеція    | Юганна Ларссон       | 67       | 3     |
| Румунія | Ірина Бара       | Швейцарія | Ксенія Нолл          | 147      | 4     |

- 1 Рейтинг подано станом на 1 жовтня 2018

### Інші учасниці
Нижче наведено пари, які отримали вайлдкард на участь в основній сітці:
- Мелані Клаффнер /  Вікторія Кужмова
- Mavie Österreicher  /  Nadja Ramskogler

## Переможниці

### Одиночний розряд
- Каміла Джорджі —  Катерина Александрова, 6–3, 6–1

### Парний розряд
- Кірстен Фліпкенс /  Юганна Ларссон —  Ракель Атаво /  Анна-Лена Гренефельд, 4–6, 6–4, [10–5]